# Колибри-металлуры
Колибри-металлуры (лат. Metallura) — род птиц семейства колибри.

## Виды
Международный союз орнитологов относит к роду 9 видов:
- Изумрудногорлая металлура (Metallura tyrianthina (Loddiges, 1832))
- Золотая металлура (Metallura iracunda Wetmore, 1947)
- Зеленая металлура (Metallura williami (DeLattre & Bourcier, 1846))
- Пурпурногорлая металлура (Metallura baroni Salvin, 1893)
- Metallura odomae Graves, 1980
- Медная металлура (Metallura theresiae Simon, 1902)
- Красногорлая металлура (Metallura eupogon (Cabanis, 1874))
- Чешуйчатая металлура (Metallura aeneocauda (Gould, 1846))
- Черная металлура (Metallura phoebe (Lesson & DeLattre, 1839))